# سلطنت دارفور
سلطنت دارفور (عربی: سلطنة الدارفور) یک ایالت پیش از استعمار در سودان امروزی بود. از سال ۱۶۰۳ تا ۲۴ اکتبر ۱۸۷۴، زمانی که به دست جنگ‌سالار سودانی ربیع الزبیر افتاد، و دوباره از ۱۸۹۸ تا ۱۹۱۶، زمانی که توسط بریتانیایی‌ها و مصری‌ها اشغال شد و در سودان مصر و بریتانیا ادغام شد، وجود داشت. در اوج خود در اواخر قرن هجدهم و اوایل قرن نوزدهم، تمام راه از دارفور در غرب تا کردفان و کرانه های غربی رود نیل سفید در شرق امتداد یافت و به اندازه نیجریه امروزی به آن رسید. 

## تاریخ
ریشه ها
دارفور عمدتاً از دشت های نیمه خشک تشکیل شده است که نمی توانند جمعیت متراکمی را تحمل کنند. تنها استثنا، منطقه ای در داخل و اطراف کوه های مره است. از پایگاه هایی در این کوه ها بود که یک سری گروه برای کنترل منطقه گسترش یافتند. طبق اسناد مکتوب، داجو و مهاجران قرن چهاردهم ، تونجور اولین قدرت ها در دارفور بودند. انتقال قدرت از داجو به تونجور از طریق ازدواج تسهیل شد.
سرانجام تونجورها شروع به ازدواج در میان مردم خز کردند که سلطان دالی، یک شخصیت مشهور در تاریخ دارفور، که از طرف مادرش یک خز بود، شروع به ازدواج کردند و بنابراین سلسله را به مردمی که بر آن حکومت می کردند نزدیکتر کردند. دالی کشور را به استان‌ها تقسیم کرد و قانون جزایی ایجاد کرد که تحت عنوان کتاب دالی یا کتاب دالی هنوز حفظ شده است و از برخی جهات با شریعت متفاوت است. نوه او سلیمان (یا «سلیمان» که معمولاً با نام خز سولون به معنای «عرب» یا «قرمز» مشخص می‌شود) از سال ۱۶۰۳ تا ۱۶۳۷ پادشاهی کرد و یک جنگجوی بزرگ و یک مسلمان فداکار بود. سلیمان سولون را بنیانگذار سلسله کیرا و سلطنت دارفور می دانند. در طول قرن هفدهم، سلاطین کایرا سیستم فئودالی هاکورا را وارد دارفور کردند.
نوه سلیمان، احمد بکر (حدود ۱۶۸۲ - حدود ۱۷۲۲)، اسلام را دین دولت کرد و با تشویق مهاجرت از بورنو و باگیرمی ، رونق کشور را افزایش داد.
جنگ داخلی (۱۷۲۲-۱۷۸۶)
مرگ بکر باعث درگیری طولانی مدت بر سر جانشینی شد. بکر در بستر مرگ اظهار داشت که هر یک از پسران بسیار او باید به نوبت حکومت کنند. هنگامی که بر تخت سلطنت نشست، هر یک از پسران او امیدوار بودند که پسر خود را وارث کنند، که منجر به یک جنگ داخلی متناوب شد که تا سال ۱۷۸۵/۱۷۸۶ ( ه.ق. ۱۲۰۰) ادامه یافت. به دلیل این اختلافات داخلی، دارفور از اهمیت خود کاسته شد و درگیر جنگ با پادشاهی فنج و سلطنت ودای شد.
اوج

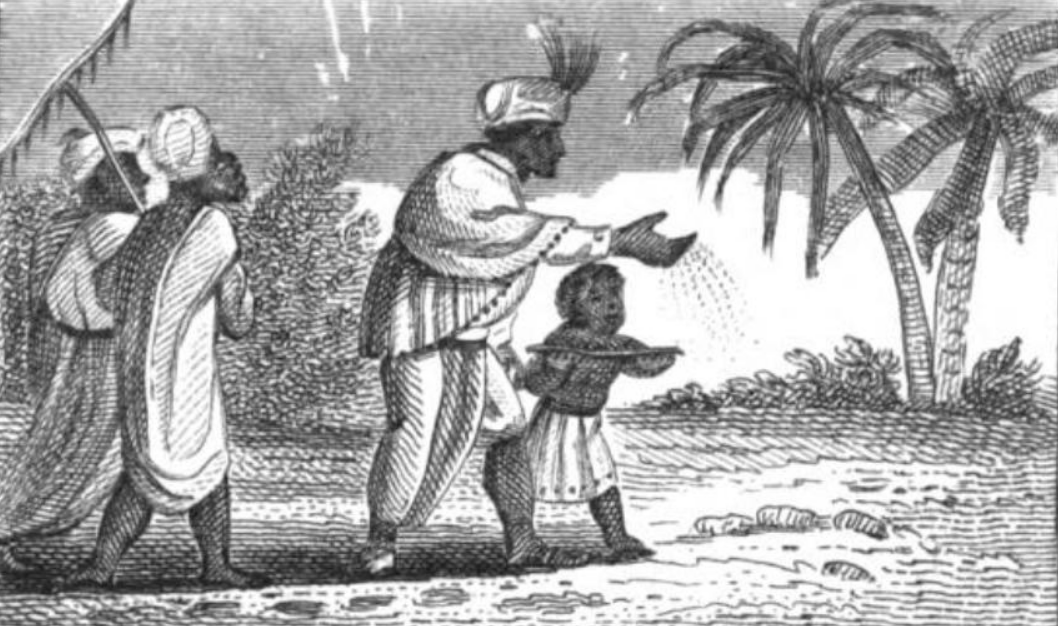
"پادشاه دارفور در حال کاشت ذرت" اثر آیزاک اچ. تیلور ، سال ۱۸۲۰

یکی از تواناترین پادشاهان در این دوره سلطان محمد تراب یکی از پسران احمد بکر بود. او تعدادی کمپین موفق را رهبری کرد. در سال ۱۷۸۵/۱۷۸۶ (۱۲۰۰ هجری قمری)، او ارتشی را علیه فنج رهبری کرد، اما چیزی فراتر از ام درمان نرسید. در اینجا او توسط رود نیل متوقف شد، و هیچ وسیله ای برای عبور ارتش خود از رودخانه پیدا نکرد. تراب که نمی‌خواست پروژه‌اش را رها کند، ماه‌ها در ام درمان ماند و ارتش شروع به نارضایتی کرد. بر اساس برخی داستان ها، تراب به تحریک سران ناراضی توسط همسرش مسموم شد و ارتش به دارفور بازگشت. در حالی که او سعی می کرد پسرش را جانشین او کند، تاج و تخت به برادرش عبدالرحمن رسید.
سلطان عبدالرحمن در سال ۱۷۹۰ پایتخت جدیدی را در الفاشر به معنای "پایتخت" تأسیس کرد. پایتخت قبلاً از جایی به مکان دیگر منتقل شده بود و سپس به مکان دیگری به نام کوب منتقل شده بود. ناپلئون بناپارت در دوران سلطنت عبدالرحمن در مصر لشکرکشی می کرد. در سال ۱۷۹۹ عبدالرحمن نامه ای برای تبریک به ژنرال فرانسوی به خاطر شکستش از ممالیک نوشت. بناپارت پاسخ داد و از سلطان خواست که ۲۰۰۰ برده سیاهپوست قوی و نیرومند را که بالای شانزده سال سن داشتند در کاروان بعدی برای او بفرستد.
محمد الفضل ، پسرش، مدتی تحت کنترل خواجه‌ای پرانرژی به نام محمد کوره بود، اما سرانجام خود را مستقل کرد و سلطنت او تا سال ۱۸۳۸ ادامه داشت، زمانی که بر اثر جذام درگذشت. او تا حد زیادی خود را وقف تابعیت قبایل عرب نیمه مستقلی کرد که در این کشور زندگی می کردند، به ویژه ریزه گات ، که هزاران نفر از آنها را کشت.
گزارشی از زندگی و جغرافیا در دارفور در اوایل قرن نوزدهم توسط محمد التونسی (۱۸۵۷ متوفی) نوشته شد که ده سال به عنوان یک تاجر از قاهره در سلطنت گذراند و این پادشاهی را با جزئیات و با نقاشی های خود توصیف کرد. در کتاب ترجمه شده در دارفور .
ترکیه (حکومت عثمانی)

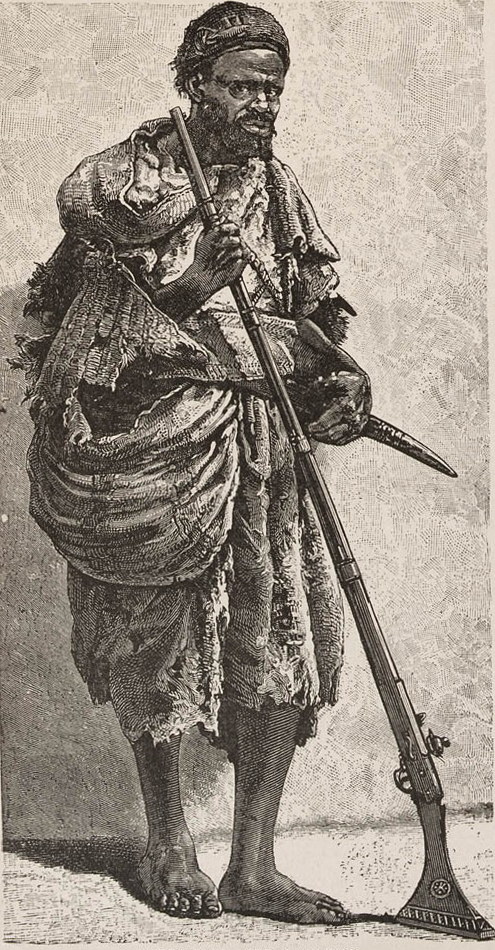
الزبیر رحمه در سال ۱۸۸۹ م.

در سال ۱۸۲۱، الفهل استان کردفان را به مصریان تحت رهبری محمدعلی پاشا ، که قصد فتح سودان را داشت، از دست داد. کایرا ارتشی را اعزام کرد اما در ۱۹ اوت ۱۸۲۱ توسط مصری ها در نزدیکی بارا شکست خورد. مصری‌ها قصد داشتند تمام دارفور را فتح کنند، اما مشکلاتشان برای تحکیم تسلط خود بر منطقه نیل، آنها را مجبور به ترک این برنامه‌ها کرد. الفضل در سال ۱۸۳۸ درگذشت و از میان چهل پسرش، سومین پسر، محمد الحسین ، جانشین او شد. الحسین را مردی متدین اما بخل توصیف می کنند. در سال ۱۸۵۶ او نابینا شد و تا پایان سلطنت خود زمزم ام النصر ، خواهر بزرگ سلطان یا ایاباسی ، بالفعل حاکم سلطنت بود. زمزم و سایر اعضای حلقه درونی سلطان از ضعف او برای بازپس گیری و غارت زمین های بزرگ سوء استفاده کردند و شهروندان را به وحشت انداختند و سلطنت را تضعیف کردند.

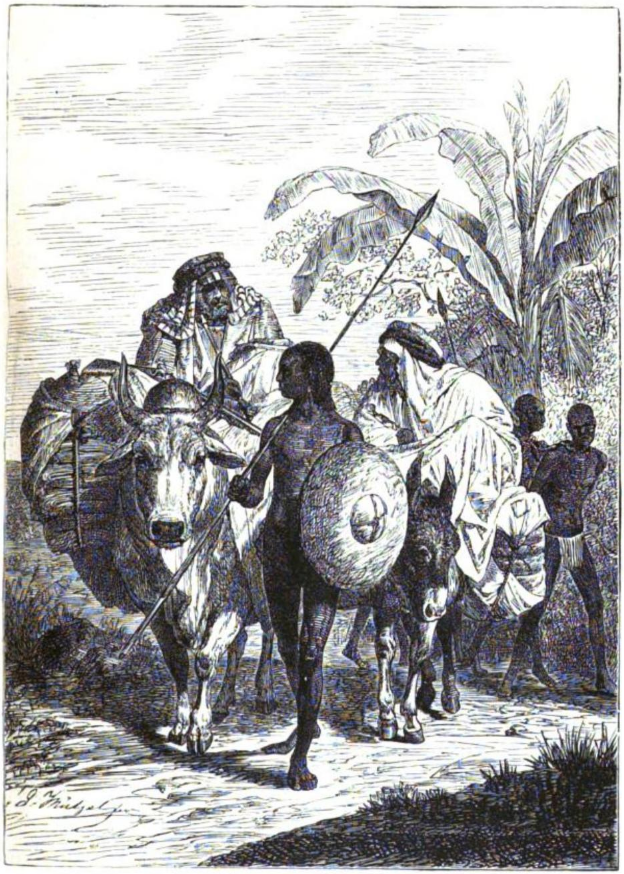
تاجران برده از دارفور، حدود سال ۱۸۷۰

در سال ۱۸۵۶، یک تاجر خارطومی ، الزبیر رحمه ، عملیات خود را در سرزمین جنوب دارفور آغاز کرد. او شبکه‌ای از پست‌های تجاری ایجاد کرد که توسط نیروهای مسلح به خوبی دفاع می‌شد و به زودی دولت گسترده‌ای را تحت حکومت خود داشت. این منطقه که به بحرالغزال معروف است، از دیرباز منبع کالاهایی بود که دارفور به مصر و شمال آفریقا داد و ستد می کرد، به ویژه بردگان و عاج . بومیان بحرالغزال به دارفور ادای احترام می کردند و اینها کالاهای عمده ای بود که دارفوریان به بازرگانان مصری در امتداد جاده اسیوت فروخته بودند. الزبیر این جریان کالا را به خارطوم و نیل هدایت کرد.
سلطان الحسین در سال ۱۸۷۳ درگذشت و جانشینی به پسر کوچکش ابراهیم رسید که به زودی خود را درگیر درگیری با الزبیر یافت. پس از درگیری های قبلی با مصریان ، الزبیر متحد آنها شده بود و با همکاری آنها برای فتح دارفور موافقت کرد. جنگ منجر به نابودی پادشاهی شد. ابراهیم در پاییز ۱۸۷۴ در نبرد کشته شد و عمویش حسب الله که به دنبال حفظ استقلال کشورش بود، در سال ۱۸۷۵ توسط نیروهای خدیو اسیر شد و با خانواده اش به قاهره آورده شد.
علی دینار

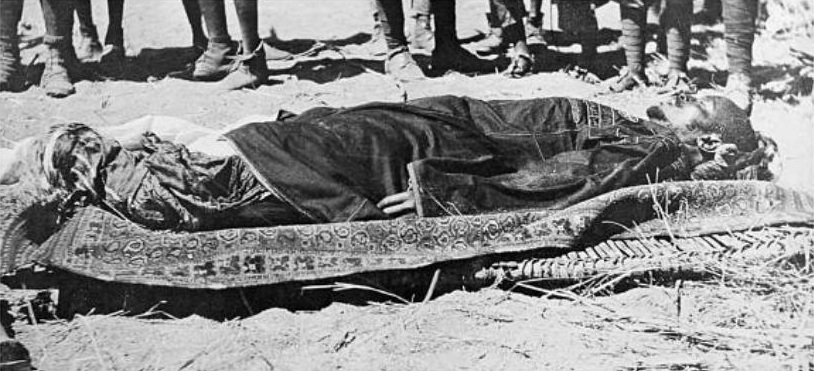
جسد علی دینار

در سال ۱۸۹۸، با افول مهدویان ، سلطان علی دینار موفق شد استقلال دارفور را دوباره برقرار کند. دارفور در سال ۱۹۱۶ توسط امپراتوری بریتانیا فتح شد، به این دلیل که دینار در طول جنگ جهانی اول از امپراتوری عثمانی حمایت کرد. دینار کشته شد و پادشاهی او در سودان مصر و بریتانیا گنجانده شد.